# Buchholz in der Nordheide
Buchholz in der Nordheide ist die größte Stadt und nach Seevetal die zweitgrößte Gemeinde des Landkreises Harburg und liegt am nördlichen Rand der Lüneburger Heide. Sie ist eine selbständige Gemeinde, gehört zu Niedersachsen und liegt ca. 30 km südlich von Hamburg in der gleichnamigen norddeutschen Metropolregion.

## Geographie

### Geographische Lage
Buchholz in der Nordheide liegt am Ostrand der Schwarzen Berge, am Übergangsbereich von deren Nordteil, den Harburger Bergen, zu deren Südteil, den Lohbergen. Sie gehören zur Hohen Heide, einem Endmoränenzug des Drenthe-II- sowie des Warthestadiums der Saaleeiszeit. Die höchsten Erhebung ist der nahe dem Buchholzer Ortsteil Sprötze in der Lohberge liegende Brunsberg (129,5 m). Weitere Erhebungen finden sich mit dem Nuppenberg (114 m), dem Stucksberg (102 m) sowie dem Dangerser Berg (120 m) und dem Habenberg (120 m) vor allem im Norden der Stadt. Am östlichen Abhang des Brunsbergs liegt das Höllental, ein geomorphologisch bemerkenswertes Relikt eines neuzeitlich überformten periglazialen Trockentals. Von größeren Flüssen wird die Stadt nur an seinen Grenzen berührt. Dies sind die Elbe-Nebenflüsse Este im Westen und die Seeve im Süden bei Holm. Ansonsten gibt es eine Vielzahl von kleineren Bächen wie Pulverbach, Trelder Bach, Sprötzer Bach und Reindorfer Bach sowie der das Stadtgebiet von der Quelle im Nordwesten bei Meilsen bis zum Zusammenfluss mit der Seeve im Süden durchfließende Steinbach (Seppenser Bach), dem die Buchholzer Ortschaft Steinbeck ihren Namen verdankt.

### Nachbargemeinden
Buchholz grenzt im Norden an die zur Gemeinde Rosengarten gehörenden Orte Emsen, Nenndorf und Eckel, dazu Rade in der Gemeinde Neu Wulmstorf, im Osten an Jesteburg und Hanstedt, im Süden an Undeloh und Handeloh, sowie im Westen an Tostedt, Kakenstorf, Drestedt und Wenzendorf.

### Nachbarstädte
| Buxtehude 19 km      | Hamburg 26,55 km                            | Seevetal 10,48 km      |
| Hollenstedt 11,01 km | Kompassrose, die auf Nachbargemeinden zeigt | Winsen (Luhe) 22,81 km |
| Tostedt 11,15 km     | Schneverdingen 23,81 km                     | Jesteburg 5,92 km      |

### Stadtgliederung
Buchholz besteht aus insgesamt sieben Stadtteilen. Dies sind die Kernstadt und die sechs Ortschaften, welche jeweils über einen eigenen Ortsrat und Ortsbürgermeister verfügen. Die meisten Stadtteile sind wiederum in Ortsteile untergliedert, die allerdings verwaltungsrechtlich keine Bedeutung haben. Reindorf verfügt als kleinste Ortschaft nur über einen Ortsvorsteher.
Stadtteile (nach Einwohnerzahl absteigend sortiert):
- Buchholz (Kernstadt)
  - Ortsteil Vaensen
  - Ortsteil Buensen
- Holm-Seppensen
  - Ortsteil Seppensen
  - Ortsteil Holm-Seppensen
  - Ortsteil Holm
- Steinbeck
  - Ortsteil Steinbeck
  - Ortsteil Meilsen
- Sprötze
  - Ortsteil Sprötze
  - Ortsteil Brumhagen
- Trelde
  - Ortsteil Trelde
  - Ortsteil Suerhop
- Dibbersen
  - Ortsteil Dibbersen
  - Ortsteil Dangersen
- Reindorf

(Aussprache: Vaensen, Buensen und Suerhop werden mit langgezogenem Vokal (Dehnungs-e), und nicht mit Umlaut ausgesprochen, in der kurhannoverschen Landesaufnahme um 1770 ist z. B. Buensen noch als Buhnsen verzeichnet)

### Klima
Das Klima in Buchholz wird als warm und gemäßigt klassifiziert. In Buchholz fällt viel Niederschlag, selbst im trockensten Monat.
Die Temperatur im Jahresdurchschnitt beträgt 8,3 °C, dabei fallen 745 mm Niederschlag durchschnittlich in einem Jahr.
Mit 43 mm ist der Februar der Monat mit dem geringsten Niederschlag im Jahr. Der Juli ist mit 79 mm der niederschlagsreichste Monat im Jahr und ebenfalls mit durchschnittlich 18 °C der wärmste Monat. Am kältesten ist der Januar mit durchschnittlich 2 °C.

## Geschichte

### Frühgeschichte bis Mittelalter
Ältestes Zeugnis menschlicher Besiedlung im Stadtgebiet Buchholz ist ein Lagerplatz der Hamburger Kultur (13.000–10.000 v. Chr.), der zum Ende der letzten Eiszeit angelegt wurde. Bekanntere Denkmäler aus vorgeschichtlicher Zeit sind das Hünenbett im Klecker Wald und verschiedene Hügelgräbergruppen, die von der Einzelgrabkultur bis in spätsächsische Zeit datieren. Insgesamt sind im Stadtgebiet annähernd 560 archäologische Fundstellen bekannt.
Der Ortsname „Buchholz“ deutet auf eine Gründung in einer Siedlungswelle zwischen 800 und 1100 hin, als Wälder gerodet wurden, um Platz für neue Hofstellen und Dörfer zu schaffen. Um 1250 wird Buchholz im Verdener Register mit sechs Hufen erwähnt. Im Jahr 1450 taucht der Ort im Winsener Schatzregister als „Bockholte“ auf. Der Ortsteil Sprötze wurde als Sproccinla 1105, der Ortsteil Steinbeck 1331 erstmals erwähnt.

### Neuzeit
Im Jahre 1527 wurde Buchholz evangelisch. Während des Dreißigjährigen Krieges (1618–1648) litt das Dorf unter Hunger und Seuchen. 1654 wurde die erste Schule in Buchholz gebaut. Laut Amtslagerbuch des Amtes Harburg hatte Buchholz 1667 vierzehn Hofstellen, eine Schule und einen Krug. Die Ackerfläche betrug 45,5 ha. 1699 wurde der erste Feuerlöschverband gegründet. Im 18. Jahrhundert erlebte Buchholz mehrere bedeutende Entwicklungen, darunter die Einführung einer Pflichtversicherung gegen Feuer (1752) und die Erstellung eines Brandkassenregisters (1796). Von 1803 bis 1814 besetzten Napoleons Truppen das Dorf. In dieser Zeit wurde die Chaussee Bremen–Hamburg (heutige B 75) abseits des Dorfes gebaut. Am 15. Mai 1857 erhielt die Gemeinde Buchholz die Selbstverwaltung. 1864 wurde der Buchholzer Friedhof eingeweiht. Am 1. Juni 1874 wurde die Eisenbahnstrecke Hamburg–Bremen mit einem Bahnhof in Buchholz dem Verkehr übergeben. Die weitere Strecke Buchholz–Lüneburg erhielt einen eigenen Bahnhof. In den folgenden Jahren entstanden zahlreiche Einrichtungen, darunter das erste Postamt (1875), die Dorfschule in Seppensen (1882), und die Schule in Dibbersen (1896). 1899 wurde das Imprägnierwerk (Julius Rütger aus Berlin) südlich des Bahnhofs in Betrieb genommen, mit anfangs etwa fünfzig Arbeitern.

### 20. Jahrhundert
Um 1900 entstand ein Kalksandsteinwerk gegenüber dem Bahnhof. Nach dem Ersten Weltkrieg wurde daraus eine Mehlfabrik, später eine Fassfabrik. Seit 1963 befindet sich hier die Reihenhaussiedlung Bremer Reihe. 1901 wurde die Eisenbahnstrecke Buchholz–Soltau eingeweiht. Im selben Jahr entstand ein Wasserwerk (bestand bis 1923). Im folgenden Jahr wurde die Eisenbahnstrecke Buchholz–Bremervörde eingeweiht (Abschnitt Buchholz–Hollenstedt 1968 stillgelegt). 1903 wurde die Freiwillige Feuerwehr gegründet. Während des Ersten Weltkrieges wurde ein privates Elektrizitätswerk gebaut, das später an die Bahn verkauft wurde. 1921 wurde die Kreissparkasse Harburg eröffnet, und die Gemeinde erhielt ihre erste Bürokraft. 1923 wurde das Kriegerdenkmal für die Gefallenen des Ersten Weltkrieges eingeweiht. 1924 wurde das Feuerwehrgerätehaus mit Arrestzelle und Raum für Obdachlose gebaut, und das „Hanli“-Kino eröffnet.

### Nationalsozialismus und Zweiter Weltkrieg
Am 8. Juni 1925 wurde in Buchholz durch Otto Telschow, ein pensionierter Polizeisekretär aus Hamburg, die erste NSDAP-Ortsgruppe des nördlichen Niedersachsen gegründet. Das Lokal dieser ersten Ortsgruppe befand sich in der Bahnhofstraße 9 und entwickelte sich rasch zu einem regionalen Zentrum der Parteiaktivitäten. Telschow wurde später Gauleiter des Gaus Ost-Hannover, dessen Sitz bis zum Sommer 1932 in Buchholz war, bevor dieser zuerst nach Harburg und später nach Lüneburg verlegt wurde. Buchholz blieb trotz dieser Verlegung jedoch ein Zentrum nationalsozialistischer Politik in der Region, da von dort aus Strukturen geschaffen, Propaganda organisiert und Anhänger mobilisiert wurden.
Die Festigung der NS-Herrschaft in Buchholz zeigte sich auch durch die am 4. November 1934 eingeweihte Ehrenhalle der Nationalsozialisten, die die wichtigste nationalsozialistische Kult- und Feierstätte im Gau Ost-Hannover war. Diese Halle, die architektonisch an eine Hamburger Kaffeemühle erinnerte, diente als repräsentativer Ort für Parteitreffen, NS-Hochzeiten und Feierlichkeiten und unterstrich den Machtanspruch der NSDAP in der Region. Die Initiative für den Bau dieses Gebäudes ging maßgeblich von dem lokalen NS-Gauleiter Otto Telschow aus. Auf dem Schornstein der Fassfabrik an der Bremer Straße und damit in Sichtweite der „Ehrenhalle“ wehte die Hakenkreuzfahne. Diese Fahne hatten einige Arbeiter, die in der SPD organisiert waren, bei nachts heruntergeholt und einige Tage versteckt. Sie wurde anonym per Post an die NSDAP nach Harburg geschickt. Mit dem Einmarsch der britischen Truppen am 19. April 1945 wurde die Halle in Brand gesteckt und zerstört, wobei vermutlich auch das inoffizielle Archiv der Buchholzer NS-Bewegung verloren ging.
Während der NS-Zeit erfuhr Buchholz auch infrastrukturelle Veränderungen, so wurde 1936 das Teilstück Dibbersen–Sittensen der Reichsautobahn (heutige A 1) dem Verkehr übergeben.
Die Reichsbahn hatte während der NS-Zeit großen Einfluss auf Buchholz. Sie förderte ab den 1920er-Jahren den wirtschaftlichen Wandel von einem Dorf zu einem Industriestandort mit vielen Arbeitsplätzen bei der Bahn und dem Imprägnierwerk Rütgers. Die daraus resultierenden sozialen Spannungen trugen zum Aufstieg der NSDAP bei den Reichsbahnarbeitern bei. Im Zweiten Weltkrieg wurde Buchholz ein strategisch wichtiger Eisenbahnknotenpunkt für Militärtransporte und es wurden zahlreiche Zwangsarbeiter eingesetzt. Während des Zweiten Weltkriegs setzte auch das Imprägnierwerk Rütgers Zwangsarbeiter ein. Gräberfunde auf dem Buchholzer Friedhof deuten auf deren tragisches Schicksal hin, darunter das eines in einem Zwangsarbeiterlager geborenen Kindes, dessen Existenz aus Angst vor NS-Strafen verschwiegen wurde. Der Tod eines weiteren Zwangsarbeiters bei der Reichsbahn unter ungeklärten Umständen wurde als Arbeitsunfall registriert, wirft aber Fragen nach den tatsächlichen Hintergründen auf. Das Werk Rütgers war jedoch nicht nur ein Ort der industriellen Produktion, überliefert ist auch, dass es Widerstand gegen den Nationalsozialismus im Werk gegeben haben soll. Obwohl ab Sommer 1944 von alliierten Luftstreitkräften gezielt Verkehrsinfrastruktur angegriffen wurde und Buchholz mehrfach von britischen Luftangriffen getroffen wurde, blieb die zentrale Infrastruktur, anders als in Hamburg und Wilhelmsburg, in Buchholz intakt.
Zwischen 1925 und 1945 wurden zahlreiche Einrichtungen und Vereine gegründet, darunter die erste Apotheke (1927), der Gemeinnützige Schwimm- und Eislaufverein (1929), und das Deutsche Rote Kreuz (1929). Die NSDAP gewann zunehmend an Einfluss, 1933 wurden Straßen umbenannt, darunter die Breite Straße in „Adolf-Hitler-Straße“. In den 1920er- und 1930er-Jahren entwickelte sich die Neue Straße zum wirtschaftlichen Zentrum Buchholz’. Der Aufschwung der Zwischenkriegszeit belebte die Straße, doch die Weltwirtschaftskrise ab 1929 traf die Händler hart und förderte die politische Radikalisierung. Früh zeigten viele Geschäftsleute der Neuen Straße ihre Nähe zur NSDAP durch Werbung im Parteiblatt „Niedersachsen Stürmer“. Die Filiale des Arbeiter-Konsumvereins „Produktion“ bildete einen Kontrast, wurde aber Ziel von NS-Angriffen und musste 1933 zeitweise schließen. Auch das Wohnumfeld war ideologisch geprägt, mit NS-Funktionären wie SA-Führer Dr. Wilhelm Scharpwinkel und Kreisleiter Otto Schwiering sowie dem NS-Propagandafotografen Heinrich Nicolaysen. Weitere Mitglieder der SA waren in der Neuen Straße und den umliegenden Straßen präsent. Das sportliche Leben in Buchholz erfuhr während der NS-Zeit ebenfalls eine Zäsur. Das bis dahin wichtige Kurhotel Heidelust, Treffpunkt für Vereine und politisch Andersdenkende wie den MTV Buchholz und die SPD, wurde 1933 zum Lager des Reichsarbeitsdienstes (RAD) umgewandelt, das sowohl der Bereitstellung von Arbeitskräften als auch der ideologischen Erziehung diente. Nach der Schließung des Hotels mangelte es in Buchholz an einem Sportplatz. Der entstandene Sportplatzmangel wurde durch den überzeugten Anhänger des Nationalsozialismus Willy Cohrs behoben, der dem MTV Gelände am Seppenser Mühlenweg stiftete. RAD-Angehörige errichteten dort die 1937 eingeweihte Otto-Telschow-Kampfbahn (heute Otto-Koch-Kampfbahn). Nach Auflösung des RAD nutzte die Tischlerei Mohwinkel das Gelände mit Zwangsarbeitern. Ebenfalls wurden während des Zweiten Weltkrieges in Buchholz Kriegsgefangenenlager eingerichtet.
Am 19. April 1945 nahmen britische Panzer Steinbeck ein. Zuvor wurden die Gemeinde- und Parteiakten in einer Kiesgrube verbrannt und Panzersperren errichtet. Die lokale Erinnerung an das Gefecht von Steinbeck als aussichtslosen Kampf unerfahrener Kämpfer ist unzutreffend. Sterberegister belegen den Tod zweier Soldaten im Lazarett Buchholz nach Verwundungen in Steinbeck im April 1945. Die dort eingesetzten deutschen Truppen waren gut ausgerüstete Einheiten der 12. SS-Panzerdivision „Hitlerjugend“ und der Marine-Panzerabwehr, deren Taktik geplante Kampfhandlungen im Rahmen des südlichen Verteidigungsrings um Hamburg umfasste. Im Gasthaus „Hoheluft“ in Steinbeck wurden am 29. April 1945 durch Parlamentäre die Verhandlungen über die kampflose Übergabe der Stadt Hamburg an die britischen Truppen eingeleitet. Der Verhandlungstisch ist dort noch heute zu sehen; ausgehängte Dokumente erinnern an das Ereignis. Am 6. Juni 1945 setzte die Militärregierung einen provisorischen Gemeinderat ein.

### Nachkriegszeit
1946 fanden die ersten Gemeindewahlen auf Parteibasis statt und Adolf Meyer wurde zum Bürgermeister gewählt. In den folgenden Jahren wurden zahlreiche Einrichtungen und Projekte umgesetzt, darunter die Einführung der Schulspeisung, die Gründung des Sozialvereins „Reichsbund“, und die Fertigstellung des Wasserwerks am Dibberser Mühlenweg. 1948 wurde die Währungsreform durchgeführt und die Gemeinde richtete ein Büro in der Schule ein, um den Bürgern neue Ausweise auszustellen. 1950 feierte Buchholz das 500-jährige Bestehen der Gemeinde. In den frühen 1950er Jahren wurden mehrere Bauprojekte abgeschlossen, darunter der Neubau der Schule in Seppensen und die Einweihung der Waldschule in der Parkstraße. 1954 wurden Szenen für den Kästner-Film "Emil und die Detektive" auf dem Buchholzer Bahnhof gedreht. 1955 wurde die Kreissparkasse in der Poststraße neu gebaut und die Volksbank Buchholz gegründet. 1956 eröffnete das Dehli-Theater (Kino) in der Bremer Straße und die Kläranlage in der Bremer Straße nahm ihren Betrieb auf.
Im Jahr 1957 wurde angestrebt den Status einer Stadt zu erlangen. Im Protokoll des Gemeinderates vom 9. Dezember 1957 wurde festgehalten, dass Bürgermeister Kröger einen überzeugenden Bericht über die Antragsstellung zur Verleihung der Bezeichnung „Stadt“ gab, der ohne Diskussion gebilligt wurde. Bereits im Jahr 1954 hatte der Lehrer Dr. Friedrich Wesemann in der Heimatzeitung „Buchholzer Bote“ grundlegende Gedanken über die weitere Entwicklung des Heimatortes veröffentlicht. Er stellte die Frage, ob Buchholz nur eine Vorstadt von Hamburg oder eine selbstständige städtische Gemeinde werden sollte. Gemeindedirektor Ernst Jülicher äußerte Bedenken hinsichtlich der finanziellen Tragfähigkeit des Stadt-Status, da die Gemeinde noch mit Nachkriegsproblemen wie Wohnraummangel, Eingliederung von Flüchtlingen, Schulbau und Straßenbau zu kämpfen hatte. Wesemann argumentierte, dass Stillstand Rückschritt bedeute und plädierte für eine planvolle Entwicklung Buchholz’ zur „Heide- und Gartenstadt“. Er betonte die Bedeutung der Ansiedlung industrieller Unternehmen und die Intensivierung des Fremdenverkehrs, um steigende Einnahmen zu erzielen. Zudem forderte er Investitionen in den Straßenbau und die kulturelle Entwicklung der Gemeinde.
Ein weiterer bedeutender Schritt in der Entwicklung Buchholz’ war der Vertrag mit der „Barakuda-Gesellschaft“ im Jahr 1957. Die Hamburger Firma, die Taucherausrüstungen herstellt, plante, auf dem Gelände des ehemaligen Buchholzer Krankenhauses eine Fabrik zu errichten. Trotz anfänglicher Schwierigkeiten bei den Verhandlungen begann Barakuda im August 1958 mit der Produktion und wurde zehn Jahre später mit rund 200 Beschäftigten der größte Industriebetrieb in Buchholz. Als die Firma 1985 ihre Produktion ins Ausland verlagerte, gingen 65 Arbeitsplätze verloren.
Am 15. Juli 1958 wurde Buchholz zur Stadt erhoben und hatte 7.523 Einwohner. Am 14. Dezember 1959 erhielt es den Namenszusatz „in der Nordheide“, der seit dem 1. Januar 1960 offiziell verwendet wird. Mit der Ernennung zur Stadt, betonte der neue Stadtdirektor Albert Haupt die Bedeutung von Fortschritt und Engagement. Ein Artikel in den Harburger Anzeigen und Nachrichten vom 28. Januar 1958 berichtete, dass ein Viertel der Buchholzer immer noch eine Wohnung suchte. Die Bevölkerung war nach dem Zweiten Weltkrieg stark angestiegen, insbesondere durch den Zustrom von Flüchtlingen und Evakuierten. Die Gemeinde musste erhebliche Anstrengungen unternehmen, um die Wohnungsnot zu lindern, einschließlich der Unterbringung von Flüchtlingen in Privatquartieren und der Durchführung von Zwangsräumungen. Trotz der Wohnungsnot und der Herausforderungen bei der Strom- und Wasserversorgung wurden zahlreiche neue Wohneinheiten gebaut, darunter 12 neue Wohneinheiten in der „Siedlung Waldfrieden“ und 57 Reihenhäuser an der Schaftrift. Am Rand von Buchholz entstand zudem eine neue Siedlung für Heimatvertriebene, Ausgebombte und Schwerbeschädigte. Der Steinbecker Bürgermeister Koop hatte 1946 den Anstoß dazu gegeben, und Bauer Henry Stöver stellte im Mai 1947 seine Koppel am „Chattenberg“ zur Verfügung. Die „Selbsthilfe-Siedlungsgemeinschaft Heimgarten“ wurde gegründet und bis 1956 entstanden dort 50 Häuser mit 100 Wohnungen, in denen 355 Menschen eine neue Heimat fanden. Trotz dieser Entwicklung gab es auch 1958 noch Wohnraumbewirtschaftung und Konflikte bei der Zuweisung von Wohnungen.
Durch den Mangel an Wohnraum hatte die Berufsschule in Buchholz ebenfalls mit Problemen zu kämpfen. Im Februar 1958 berichtete die Presse, dass der ständige Wechsel der Lehrkräfte, hauptsächlich verursacht durch fehlenden Wohnraum, sich nachteilig auf den Schulbetrieb auswirkte. Trotz eines neuen Gebäudes für 600 Lehrlinge, das 1951 eingeweiht wurde, konnte die Schule keinen stabilen Lehrkörper aufbauen. Die Gemeindeverwaltung richtete eine Eingabe an den niedersächsischen Sozialminister, um Mittel für Staatsbedienstetenwohnungen zu erhalten.
Auf Einladung des Buchholzer Gemeindedirektors Haupt trafen sich Mitte Februar 1958 Wohnungssuchende im Café Diekmann, um sich für die im vergangenen Jahr genehmigten 17 Reihenhäuser an der Schaftrift zu bewerben. Die geplanten Reihenhäuser wurden unter den Interessenten verlost. Die Gesamtbaukosten für ein Haus beliefen sich auf 23.000 DM bei einer Wohnfläche von 71,14 Quadratmetern. Der zukünftige Eigentümer musste eine monatliche Belastung von 89 DM tragen. Zu diesem Zeitpunkt befanden sich bereits 40 Häuser im Bau, und weitere 45 Wohneinheiten sollten noch vor Jahresende in Angriff genommen werden. 1961 wurden nochmals 12 Reihen-Eigenheime errichtet, die speziell für Flüchtlinge aus der sowjetischen Besatzungszone vorgesehen waren.
In den folgenden Jahren wurden viele Bauprojekte umgesetzt, darunter die Eröffnung des neuen Krankenhauses (1955), der Bau der Schule am Jungfernstieg in Holm-Seppensen (1959) und die Einweihung der Friedenskirche in der Suerhoper Straße (1959). 1960 wurde der Waldfriedhof geweiht und die Jugendmusikschule des städtischen Volksbildungswerks eröffnet. 1961 begann der Bau der ersten Verkehrsampel in Buchholz und 1962 wurde die neue Feuerwache in der Hamburger Straße eingeweiht.
Im Februar 1958 berichtete die Presse ebenfalls über die unhaltbaren Zustände in der gemeindeeigenen Müllgrube zwischen Bremer Straße und Bahnhof. Durch das fahrlässige Verhalten von Einwohnern, die dort Müll abladen, entstanden wiederholt erhebliche Brände, die sich durch ihren übel riechenden Qualm unangenehm auf die umliegenden Wohnhäuser auswirkten. Um das Problem zu lösen, wurde im April 1958 auf Initiative des Buchholzer Stadtdirektors Haupt von acht Gemeinden ein Müllzweckverband gegründet. Am 4. August nahm Heinrich Meyer aus Buchholz mit dem ersten Müllwagen seine Arbeit auf. Die Müllbeseitigung wurde schließlich am 1. Januar 1974 vom Kreis übernommen, und zuletzt gehörten dem Müllzweckverband Buchholz 67 Gemeinden aus dem Landkreis Harburg an.
Am 8. März 1958 berichtete der Winsener Anzeiger, dass die Gemeinde Buchholz 55.000 DM für den Bau eines neuen Verwaltungszentrums zurückgelegt hatte. 1958 befand sich die Buchholzer Verwaltung im Rathaus an der Breiten Straße, auf dem Grundstück, auf dem heute die EMPORE steht. Die „weiße Villa im Park“, wie die Presse das Haus 1980 anlässlich des umstrittenen Abrisses nannte, wurde 1912 aus Abbruchmaterial des Hamburger Gängeviertels gebaut. Nachdem 1921 das Gemeindebüro im Hause des damaligen Bürgermeisters Wilhelm Meister abgebrannt war, erwarb die Gemeinde das Vier-Familien-Haus und nutzte eine Wohnung als Gemeindebüro. In den 1930er Jahren war in einer weiteren Wohnung die NSDAP-Kreisleitung untergebracht, während die beiden Wohnungen im Obergeschoss bis 1945 bzw. 1957 an Privatpersonen vermietet blieben. 1958 verschärfte sich die Raumnot im Rathaus durch den Zuzug des Standesamtes weiter. Die Planungen für ein neues Rathaus veränderten sich im Laufe der Jahrzehnte deutlich, und schließlich wurde die alte Schule an der Hamburger Straße umgebaut und erweitert, die dann am 26. April 1988 den Namen „Rathaus“ erhielt.
1968 wurde die Bahnstrecke Buchholz–Bremervörde stillgelegt und das Albert-Einstein-Gymnasium am Buenser Weg eröffnet. 1969 folgte die Gründung der Wiesenschule.
1972 wurden mehrere umliegende Dörfer eingemeindet sowie ein neues Hallen- und Freibad in der Herrenheide eingeweiht. Im selben Jahr wurde die Kreis-Sonderschule eröffnet und 1974 das Abwassernetz der Stadt an den Abwasserkanal des Landkreises angeschlossen, sowie die Realschule Am Kattenberge eröffnet und der Geschichts- und Museumsvereins Buchholz gegründet. 1981 wurde der Personenverkehr auf der Eisenbahnstrecke Buchholz–Lüneburg eingestellt; diese Bahnstrecke wurde bis 1996 in Teilschritten endgültig stillgelegt. Der Abschnitt Buchholz–Jesteburg ist heute Teil der Bahnstrecke Buchholz–Hamburg-Allermöhe, die über den Rangierbahnhof Maschen führt. 1986 eröffnete das City Center (heute Buchholzer Höfe) und 1987 wurde die Fußgängerzone Breite Straße eingeweiht.
1990 wurde die Kreuzung Schützenstraße/Steinbecker Straße umgebaut und 1991 das Veranstaltungszentrum „Empore“ eröffnet. In den frühen 1990er Jahren wurden mehrere Einrichtungen für Flüchtlinge geschlossen oder umgebaut, darunter die Gemeinschaftsunterkunft an der Steinbecker Straße und die Schützenhalle. 1993 erhielt Buchholz eine Gleichstellungsbeauftragte und der Busbahnhof in der Lindenstraße eröffnet. 1998 begann der Bau des Gewerbegebiets Vaenser Heide Teil 2, und die Kreissparkasse in der Poststraße neu gebaut.

### 21. Jahrhundert
In den frühen 2000er Jahren wurden mehrere Bauprojekte umgesetzt, darunter die Eröffnung des neuen Sportzentrums für den TSV Buchholz 08 (2003) und die Einweihung des neuen Bahnhofsgebäudes (2005). Weitere wichtige Ereignisse waren die Eröffnung des Hospiz Buchholz (2005), die Einweihung des Senioren-Spielplatzes im Rathauspark (2008) und die Feierlichkeiten zum 50-jährigen Stadtjubiläum (2008). 2009 wurde der Bahnhof Sprötze zum Heimatmuseum „Vierdörfer Dönz“ umgewandelt, und das Bauprojekt „Mühlenhof“ wurde durch neue Pläne für die „Buchholz Galerie“ ersetzt.

### Eingemeindungen
Am 1. Juli 1972 wurden die Gemeinden Dibbersen, Holm, Holm-Seppensen, Seppensen, Sprötze, Steinbeck und Trelde sowie Gebietsteile der aufgelösten Gemeinden Itzenbüttel (Reindorf) und Lüllau (Holm-Seppensen) im Zuge der Gemeindereform eingegliedert. Die Einwohnerzahl der Stadt erhöhte sich um 50 %.

### Einwohnerentwicklung

Einwohnerentwicklung nach Gebietsständen von 1821 bis 2016 nach nebenstehenden Daten

(jeweils am 31. Dezember, wenn nicht anders angegeben)
- 1821: 00.178
- 1871: 00.350
- 1905: 01.220
- 1925: 02.138
- 1939: 03.110
- 1945: 05.000 (geschätzte Anzahl)
- 1946: 06.003
- 1958: 07.523
- 1961: 08.574 (13.599 mit den später eingemeindeten Orten, Volkszählung am 6. Juni)[30]
- 1963: 10.364
- 1968: 13.590
- 1970: 13.726 (19.677 mit den später eingemeindeten Orten, Volkszählung am 27. Mai)[30]
- 1972: 15.273 (22.620 mit den am folgenden Tag eingemeindeten Orten, 30. Juni)

Stadt Buchholz in der Nordheide nach den Eingemeindungen
| - 1972: 22.620 (1. Juli) - 1975: 26.393 - 1998: 35.264 - 1999: 35.603 - 2000: 35.916 - 2001: 36.109 - 2002: 36.483 - 2003: 36.943 | - 2004: 37.556 - 2005: 37.987 - 2006: 38.167 - 2007: 38.162 - 2010: 40.234 - 2012: 40.790 - 2014: 41.749 - 2016: 41.077 |

## Religion

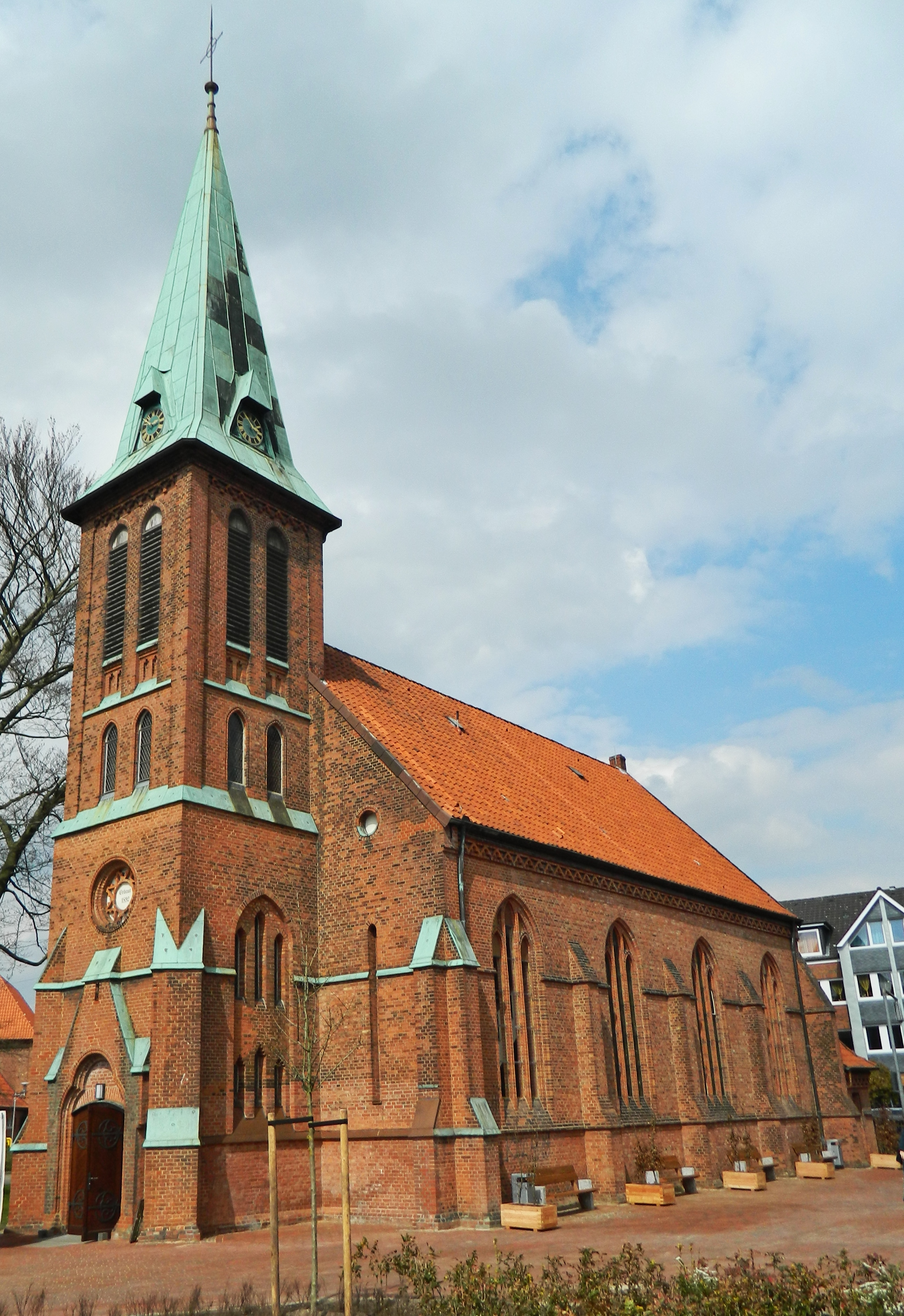
St. Paulus

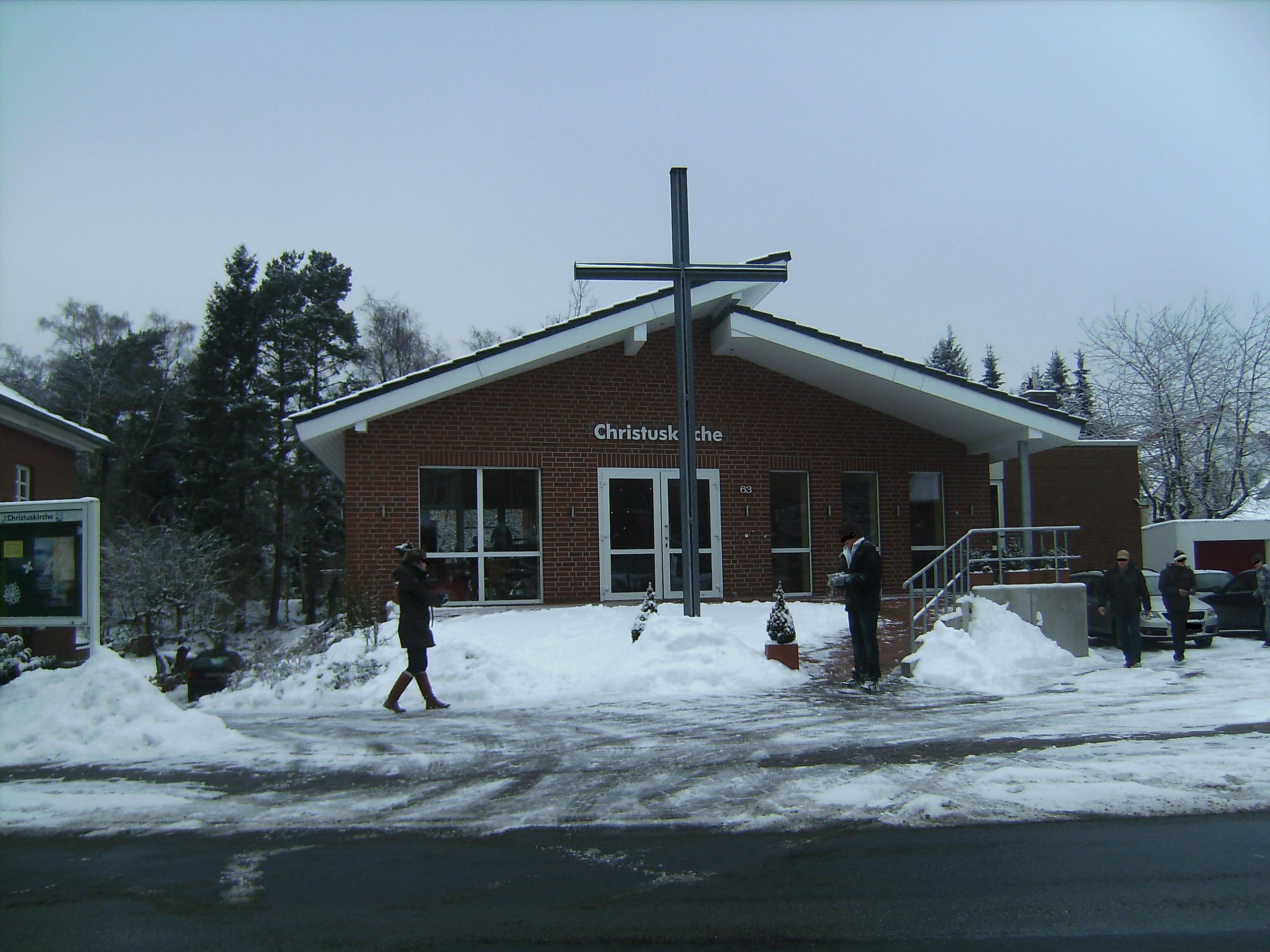
Christuskirche

Seit der Einführung der Reformation sind die Einwohner von Buchholz, das zuvor zum Bistum Verden gehörte, überwiegend evangelisch-lutherisch.
Die evangelisch-lutherischen Kirchen St. Paulus von 1892 in der Stadtmitte und St. Johannis von 1967 in der Südstadt gehören zum Kirchenkreis Hittfeld im Sprengel Lüneburg der Landeskirche Hannovers. Weitere evangelisch-lutherische Kirchen befinden sich in den Buchholzer Stadtteilen Sprötze (Kreuzkirche) und Holm-Seppensen (Martin-Luther-Kirchengemeinde).
Die Christuskirche gehört der Evangelisch-Freikirchlichen Gemeinde (Baptisten). Die 1952 errichtete Friedenskirche gehört zum Bund Freikirchlicher Pfingstgemeinden. Außerdem hat die Christlichen Versammlung Buchholz hier noch ein Gemeindehaus.
Die katholische St.-Petrus-Kirche wurde 1937 erbaut, 1963 erweitert sowie 2017 umfangreich saniert, ihre Pfarrgemeinde gehört zum Bistum Hildesheim.
Das Gotteshaus der Neuapostolischen Kirche wurde 1932 erbaut. Die Gemeinde gehört zum Regionalverband der Neuapostolischen Kirche in Norddeutschland.

## Politik

### Stadtrat
Der Rat der Stadt Buchholz besteht aus 38 Mitgliedern und dem direkt gewählten Bürgermeister. Die Mitglieder des Rates kommen aus sieben Parteien und einer Wählergruppe. Folgende Ergebnisse erzielten die angetretenen Parteien bei den letzten Wahlen zum Stadtrat:
Daraus ergibt sich für die 38 Sitze folgende Sitzverteilung:
- CDU: 12 Sitze
- SPD: 7 Sitze
- Grüne: 7 Sitze
- FDP: 4 Sitze
- Buchholzer Liste (BL): 4 Sitze
- AfD: 1 Sitz
- dieBasis: 1 Sitz
- Bürgermeister: 1 Sitz

| Parteien und Wählergemeinschaften | Parteien und Wählergemeinschaften           | 2001  | 2006   | 2006   | 2011   | 2011   | 2016   | 2016   | 2021   | 2021   |
| Parteien und Wählergemeinschaften | Parteien und Wählergemeinschaften           | Sitze | %      | Sitze  | %      | Sitze  | %      | Sitze  | %      | Sitze  |
| CDU                               | Christlich Demokratische Union Deutschlands | 14    | 45,3   | 17     | 32,0   | 12     | 32,0   | 12     | 33,0   | 12     |
| SPD                               | Sozialdemokratische Partei Deutschlands     | 13    | 22,3   | 8      | 26,0   | 10     | 20,1   | 8      | 19,3   | 7      |
| GRÜNE                             | Bündnis 90/Die Grünen                       | 4     | 11,9   | 4      | 17,3   | 7      | 12,3   | 5      | 18,6   | 7      |
| FDP                               | Freie Demokratische Partei                  | 5     | 10,0   | 4      | 7,7    | 3      | 12,2   | 5      | 10,0   | 4      |
| LINKE                             | Die Linke*                                  | –     | 2,3    | 1      | 2,3    | 1      | 3,0    | 1      | 2,2    | 1      |
| AfD                               | Alternative für Deutschland                 | –     | –      | –      | –      | –      | 9,1    | 2**    | 4,6    | 2      |
| Piraten                           | Piratenpartei Deutschland                   | –     | –      | –      | 2,4    | 1      | 0,8    | 0      | –      | –      |
| RRP                               | Rentnerinnen- und Rentner-Partei            | –     | –      | –      | 1,2    | 0      | –      | –      | –      | –      |
| BUB                               | Liste BUB                                   | 1     | 2,0    | 1      | –      | –      | –      | –      | –      | –      |
| IDA                               | Liste IDA                                   | 1     | 1,6    | 1      | –      | –      | –      | –      | –      | –      |
| UWG                               | Unabhängige Wählergemeinschaft              | –     | 4,6    | 2      | 5,5    | 2      | –      | –      | –      | –      |
| BL                                | Buchholzer Liste                            | –     | –      | –      | 5,7    | 2      | 9,9    | 4      | 10,6   | 4      |
| BASIS                             | die Basis LV Niedersachsen                  | –     | –      | –      | –      | –      | –      | –      | 1,8    | 1      |
| Sonst.                            | Sonstige                                    | –     | –      | –      | –      | –      | 0,6    | 0      | –      | –      |
|                                   | fraktionslos                                | –     | –      | –      | –      | –      | –      | 1**    | –      | –      |
| Gesamt                            | Gesamt                                      | 38    | 100    | 38     | 100    | 38     | 100    | 38     | 100    | 38     |
| Wahlbeteiligung                   | Wahlbeteiligung                             |       | 52,4 % | 52,4 % | 55,5 % | 55,5 % | 58,5 % | 58,5 % | 60,9 % | 60,9 % |

* 2006: WASG – Arbeit & soziale Gerechtigkeit – Die Wahlalternative; im Oktober 2015 trat Ratsherr Stemmler nach seinem Ausschluss von der Linken in „Die PARTEI“ ein, welche somit den Sitz der Linken übernommen hatte. Später trat er auch aus dieser aus und blieb als fraktionsloses Mitglied im Rat
** AfD ursprünglich 3; Ratsherr Stehnken, zur Kommunalwahl 2016 auf Platz 1 der AfD-Liste, trat nach der Wahl aus der AfD aus, behielt aber seinen Sitz und war bis zur Kommunalwahl 2021 fraktionsloses Ratsmitglied

### Bürgermeister
Aktuell amtierender Bürgermeister ist seit 2014 Jan-Hendrik Röhse (CDU). Die Amtszeit des Bürgermeisters beträgt fünf Jahre.

#### Bürgermeisterwahl 2001
Im Jahr 2001 wurde mit Norbert Stein (SPD) erstmals direkt ein hauptamtlicher Bürgermeister gewählt, der gleichzeitig Chef der Verwaltung ist.

#### Bürgermeisterwahl 2006
Bei der Bürgermeister-Direktwahl am 10. September 2006 unterlag der bisherige Amtsinhaber Norbert Stein mit 32,5 % seinem von CDU und FDP unterstützen Herausforderer Wilfried Geiger (parteilos) (67,5 %). Der Amtsantritt Geigers erfolgte am 1. November 2006.

#### Bürgermeisterwahl 2014
Bei der Bürgermeister-Direktwahl am 15. Juni 2014 (Stichwahl) gewann Jan-Hendrik Röhse (CDU) mit 61,3 % der Stimmen. Sein Gegenkandidat Joachim Zinnecker (GRÜNE) unterlag mit 38,7 %. Röhse trat sein Amt als Bürgermeister am 1. November 2014 an. Insgesamt waren fünf zugelassene Kandidaten angetreten, neben den beiden Stichwahlteilnehmern auch die parteilosen Norbert Keese, Uwe Schulze und Ronald Bohn.

#### Bürgermeisterwahl 2021
Bei der Bürgermeister-Direktwahl am 12. September 2021 wurde der bisherige Amtsinhaber Jan-Hendrik Röhse (CDU) mit 50,1 % wiedergewählt. Seine Gegenkandidaten Frank Piwecki (SPD) und Grit Weiland (Buchholzer Liste) unterlagen mit 25,1 % bzw. 24,8 %.

#### Buchholzer Gemeindevorsteher und Bürgermeister seit 1869
- 1869–1873: Hans-Heinrich Eggers
- 1873–1880: Johann Heinrich Koch
- 1880–1885: Hans-Heinrich Eggers
- 1885–1894: Peter Wilhelm Heinrich Rehm
- 1894–1900: Adolf Behrens
- 1900–1906: P. H. Albers
- 1906–1919: Adolf Behrens
- 1919–1921: Wilhelm Meister
- 1921–1924: Hermann Burgdorf (DVP)
- 1924–1928: Otto Meyer
- 1928: Hermann Soltau
- 1928–1933: Oskar Dost
- 1933–1935: Theodor Mahler (NSDAP)
- 1935–1945: Rudolf Meyer (NSDAP)
- 1945–1946: Otto Meyer
- 1946–1947: Adolf Meyer (Unabhängige)
- 1947–1948: Heinrich Fricken (SPD)
- 1948–1950: Peter Cohrs (DP)
- 1950–1955: Adolf Meyer
- 1955–1956: Friedrich Diekmann
- 1956–1961: Ludwig Kröger (UWG)
- 1961: Wilhelm Prehn (FDP)
- 1961–1976: Adolf Matthies
- 1976–1981: Margareta Braasch (SPD)
- 1981–1991: Hans-Heinrich Schmidt (CDU)
- 1991–1994: Götz von Rohr (SPD)
- 1994–2001: Joachim Schleif (CDU)
- 2001–2006: Norbert Stein (SPD)
- 2006–2014: Wilfried Geiger (parteilos)
- seit 2014: Jan-Hendrik Röhse (CDU)

### Jugendrat
Seit 2015 gibt es in Buchholz den Jugendrat, dessen Mitglieder jeweils für zwei Jahre gewählt werden. Alle Buchholzerinnen und Buchholzer im Alter von 14 bis 20 Jahren sind wahlberechtigt und dürfen sich selbst aufstellen. Der Jugendrat besteht aus 10 Mitgliedern, welche die Interessen der jungen Menschen in die Kommunalpolitik einbringen sollen. Dazu hat der Jugendrat ein Antragsrecht im Stadtrat, ein Rederecht in einigen Ausschüssen und ein Anfragerecht an die Verwaltung. Außerdem werden vom Jugendrat jährlich verschiedene Events für Jugendliche veranstaltet. Dazu stellt die Stadt dem Jugendrat ein jährliches Budget von 5000 € zur Verfügung.

### Wappen
| Wappen von Buchholz in der Nordheide | Blasonierung: „Über einem gemauerten roten Schildfuß gespalten von Blau und Gold (Gelb); vorne zwei schräg gekreuzte goldene (gelbe) Giebelbretter, die in zugewendeten Pferdeköpfen enden, hinten ein grüner Buchenzweig mit fünf Blättern.“ |
| Wappen von Buchholz in der Nordheide | Wappenbegründung: Das Wappen wurde am 8. Februar 1952 vom niedersächsischen Innenminister verliehen. Die Mauer versinnbildlicht die rasche Entwicklung der Stadt. Die Pferdeköpfe schmücken die Giebel niedersächsischer Bauernhäuser und sind häufig in hiesigen Wappen zu finden. Der Buchenzweig steht redend für den Ortsnamen; die fünf Blätter stehen für die Stadtteile. |

### Flagge und Banner
|  | 00Hissflagge:„Die Flagge ist blau-gelb geteilt mit dem aufgelegten Wappen in der Mitte.“     |
|  | 00Banner: „Das Banner ist blau-gelb längsgestreift mit dem aufgelegten Wappen in der Mitte.“ |

### Städtepartnerschaften
- Canteleu, Département Seine-Maritime, Frankreich (seit dem 13. September 1975)
- Wołów, Polen (seit dem 24. August 1996)
- Järvenpää, Finnland (seit dem 8. April 2005)
- Brody, Ukraine (seit dem 19. Dezember 2023)[38]
- Berdytschiw, Ukraine (seit dem 19. Juni 2024)[39]

## Kultur

### Theater
Neben dem Theaterprogramm der Empore Buchholz, haben sich insgesamt drei Laien-Theatergruppen in Buchholz gegründet.
Der Verein Niederdeutsche Bühne Buchholz De Steenbeker e. V. ist ein 1982 gegründeter Theaterverein mit ungefähr 50 aktiven Mitgliedern. Ziel des Vereins ist die Brauchtumspflege, Nachwuchsförderung und Jugendarbeit. Seit der ersten Aufführung von der Komödie „De rode Ünnerrock“ folgt jährlich eine neue Niederdeutsche Inszenierung. Seit 1988 ist auch eine jährliche Aufführung eines Weihnachtsmärchens in hochdeutscher Sprache im Programm des Vereins. 1990 folgte die Veranstaltungsreihe JAZZ und PLATT in der Sporthalle in Steinbeck.
Der Verein Parabol-Theater e. V. wurde am 19. Januar 2002 als gemeinnütziger Verein gegründet mit dem Ziel, theaterbegeisterten Amateuren in deren Freizeit das Schauspiel zu ermöglichen und zu der regionalen Theaterkultur beizutragen. Seit der Gründung gibt es jährlich zwei Produktionen, bis 2013 unter der Leitung des Regisseurs und Autors Ingo Sax.
Die Theaterwerkstatt BiSchu wurde 2003 von Birgit Schulz-vom Heede gegründet und ist eine Schauspielschule für Kinder und Jugendliche für klassisches Theater, Improvisationstheater und Musicals. Die Theaterstücke werden nach den Ideen der Kinder entwickelt und umgesetzt. Seit 2017 wird die Theaterwerkstatt von Victoria Frübs-vom Heede weitergeführt.

### Museen
Der Geschichts- und Museumsverein Buchholz und Umgebung e. V. wurde 1974 gegründet, um die gesellschaftliche und historische Vergangenheit der Stadt Buchholz und der umliegenden ehemaligen Gemeinden zu fördern und zu erforschen. Zudem setzt sich der Verein für die Erhaltung und Pflege von Bau- und Naturdenkmälern sowie für den Betrieb eines Museums ein. Der Verein besteht aus 350 Mitgliedern und betreibt das Museumsdorf Seppensen und die Holmer Mühle.
1992 wurde der Verein Vierdörfer Dönz e. V. gegründet. Ziel ist es, die Geschichte, Traditionen und Sitten der Gemeinden Drestedt, Kakenstorf, Trelde und Sprötze zu erhalten.

### Kunst
Der 2001 gegründete Kunstverein Buchholz möchte die Bewohner der Stadt Buchholz an die Kunst heranführen und Begeisterung wecken. Anliegen des Vereins ist es, neben den Ausstellungen auch in Gesprächskreise, Vorträge und Exkursionen zu Akzeptanz und Offenheit gegenüber jeglicher Kunst beizutragen.
Seit Mitte der 1980er Jahre sind mit Bau der Fußgängerzone in der Buchholzer Innenstadt in Buchholz und Umgebung frei zugängliche Kunstwerke installiert wurden, welche zu einem Kunst und Kulturpfad zusammengefasst wurden.

### Musik
- Heidjer-Shanty-Chor Buchholz

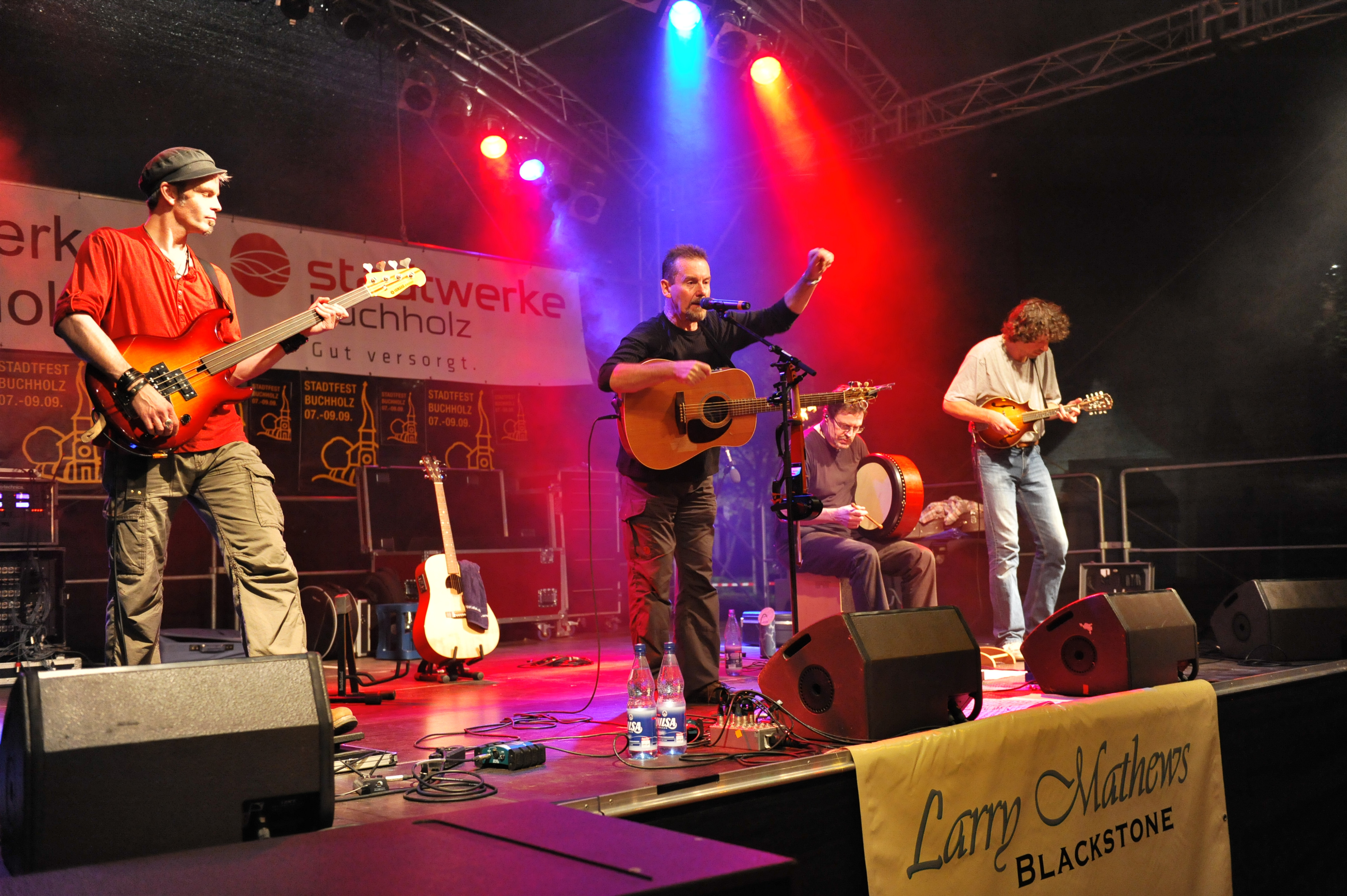
Stadtfest Buchholz 2012: Larry Mathews Blackstone auf der Bühne am Rathausplatz

- KIB – Kammermusik in Buchholz (Konzerte im Albert-Einstein-Gymnasium)
- Musikinitiative Buchholz
- Posaunenchor St. Paulus
- Stadtorchester Buchholz e. V. (vormals Blasorchester Sprötze)[48]
- Pure Wahrheit
- Daniel Estrin (Voyager)
- Victim Solidarity Night (Benefizkonzerte zugunsten der Hardcore Help Foundation im Jugendzentrum)
- Bluetones Bigband (Bigband am Gymnasium am Kattenberge)
- Thömas
- Lasse Bolz (Dein Song 2025 Finalist)

### Sport
In Buchholz gibt es 17 Sportvereine mit über 15.000 Mitgliedern. In sieben Sporthallen, zwei Gymnastikhallen und zwei Tanzhallen wird in Buchholz der Hallensport, Schulsport, Vereinssport, aber auch der nicht organisierte Sport getrieben.
Außerdem gibt es vier Tennisanlagen mit 27 Tennisplätzen sowie eine Tennishalle. Insgesamt acht Rasenspielfelder, mit zwei 400-Meter-Laufbahnen, und drei Kunstrasenplätze stehen den örtlichen Fußball- und Hockeyvereine zur Verfügung. Des Weiteren gibt es in Buchholz ein Sportzentrum mit Turnhalle, Schwimmhalle, Skaterbahn, einem Basketball- und Volleyballplatz und dem Kletterzentrum. Auch ein Segelverein und mehrere Schützenvereine sowie eine Schützenhalle bestehen in Buchholz.
Es gibt mehrere Bowlingbahnen, eine Minigolfanlage und einen 18-Loch-Golfplatz in Seppensen, kostenfreie und frei zugängliche Angebote der Stadt Buchholz mit der Senioren-Fitness-Anlage im Rathauspark, dem behindertengerechten Spielplatz 'Spielraum für alle' im Sportzentrum und dem Trimm-Dich-Pfad im Klecker Wald.
Die erste Mannschaft der Fußballabteilung vom TSV Buchholz 08 spielt seit der Saison 2006/07 in der fünfklassigen Oberliga Hamburg. Die Heimspiele werden auf der Otto-Koch-Kampfbahn mit einer Kapazität von 3000 Zuschauern ausgetragen. Die Lateinformationen des Vereins wechselten aus wirtschaftlichen Gründen 2016 zu Blau-Weiss-Buchholz. Diese starten unter anderem in der ersten Bundesliga Latein. Darüber hinaus spielt die Frauen-Spielgemeinschaft HL Buchholz 08-Rosengarten in der 2. Handball-Bundesliga.
2021 bewarb sich die Stadt als Host Town für die Gestaltung eines viertägigen Programms für eine internationale Delegation der Special Olympics World Summer Games 2023 in Berlin. 2022 wurde sie als Gastgeberin für Special Olympics Georgien ausgewählt. Damit wurde sie Teil des größten kommunalen Inklusionsprojekts in der Geschichte der Bundesrepublik mit mehr als 200 Host Towns.

#### Veranstaltungen
Neben Meisterschaften finden in Buchholz jährlich auch folgende Veranstaltungen statt:
- Brunsberglauf
- Stadtlauf
- Großer Preis von Buchholz (Radrennen)
- Stevens-Cup MTB Stadtwaldrennen
- Vattenfall Cyclassics
- Lions Run

#### Arbeitsgemeinschaft Buchholzer Sportvereine
Die Arbeitsgemeinschaft Buchholzer Sportvereine wurde 1977 auf Initiative der Stadtväter der Stadt Buchholz gegründet. Sie hat die Aufgabe, die Kommunikation und Abstimmungen zwischen der Politik und den Stadt- und Landkreisverwaltungen mit den Vereinen zu vereinfachen. Die Arbeitsgemeinschaft koordiniert die Aktivitäten der Vereine auf den stadt- und landkreiseigenen Plätzen und Hallen. Auch die Vergabe der öffentlichen Mittel für Vereine und Sportler wird durch die AG gesteuert.

### Kulturpreis

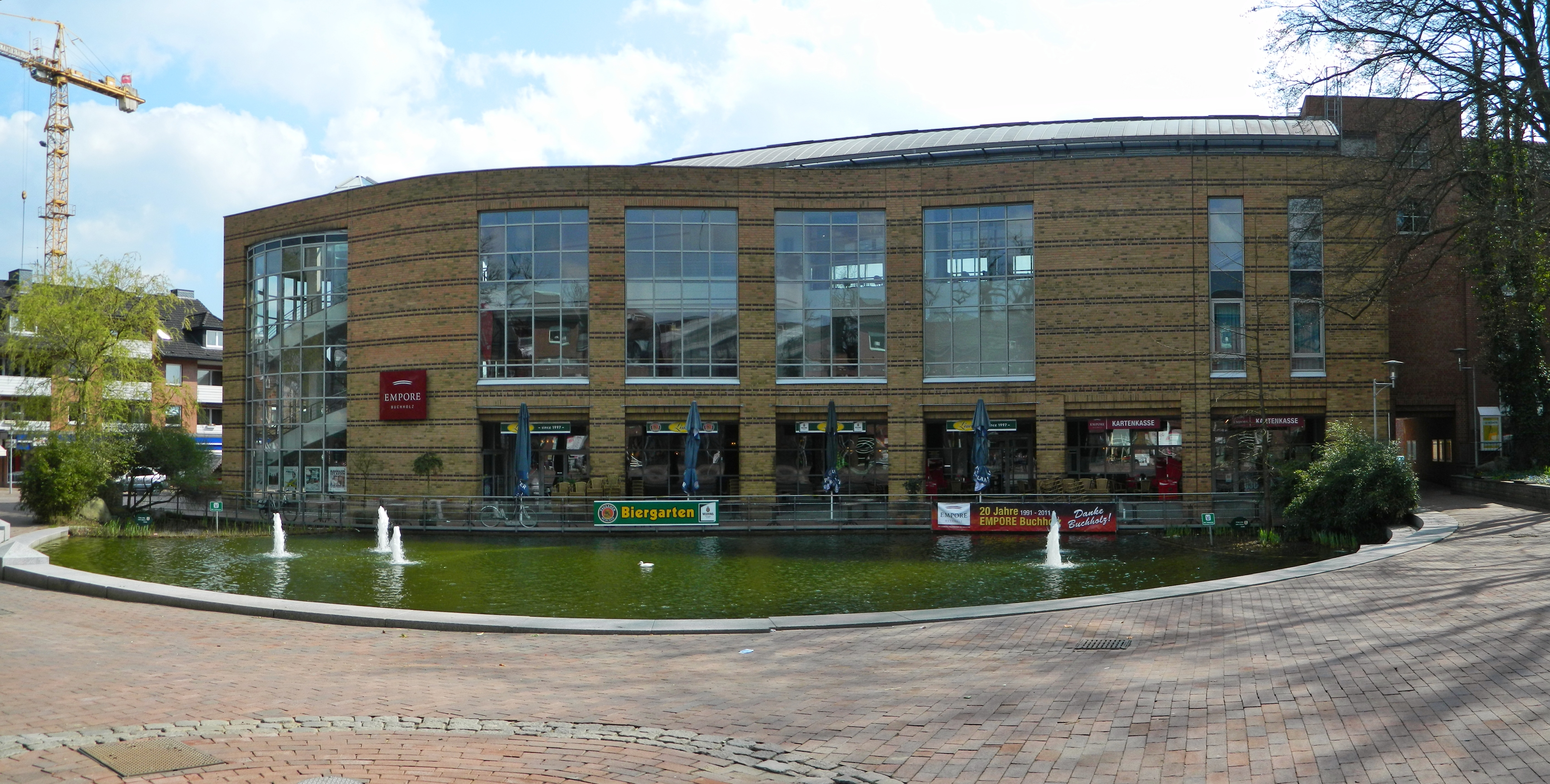
Veranstaltungszentrum „Empore“

Mit dem Kulturpreis wird in Buchholz alle drei Jahre eine lebende Person oder eine Gruppe ausgezeichnet. Er wird für Leistungen bezüglich des Kulturlebens in Buchholz und dem Verdienst für das Ansehen von Buchholz auf kulturellem Gebiet vergeben. Vorschläge können von den Bürgerinnen und Bürgern der Stadt eingereicht werden. Über die Vergabe des Preises entscheidet eine Jury. Der Kulturpreis besteht aus einem Geldbetrag in Höhe von 2500 € sowie einer Anerkennungsurkunde.

### Kulturpreisträger
- 1987: Kulturinitiative Buchholz
- 1989: Geschichts- und Museumsverein
- 1991: De Steenbeeker
- 1993: Hans Michael Weikert
- 1995: Uwe Klindworth
- 1997: Blasorchester Sprötze (heute Stadtorchester Buchholz)
- 1999: Hans-Jörg Bengel
- 2001: Martin Lühker
- 2005: Gerhard Kegel
- 2008: Parabol-Theater
- 2011: Kunstverein Buchholz
- 2014: Theaterwerkstatt BiSchu
- 2017: Kulturkirche St. Johannis
- 2020: Michael Wabbel
- 2023: Gospelchor Buchholz

## Sehenswürdigkeiten

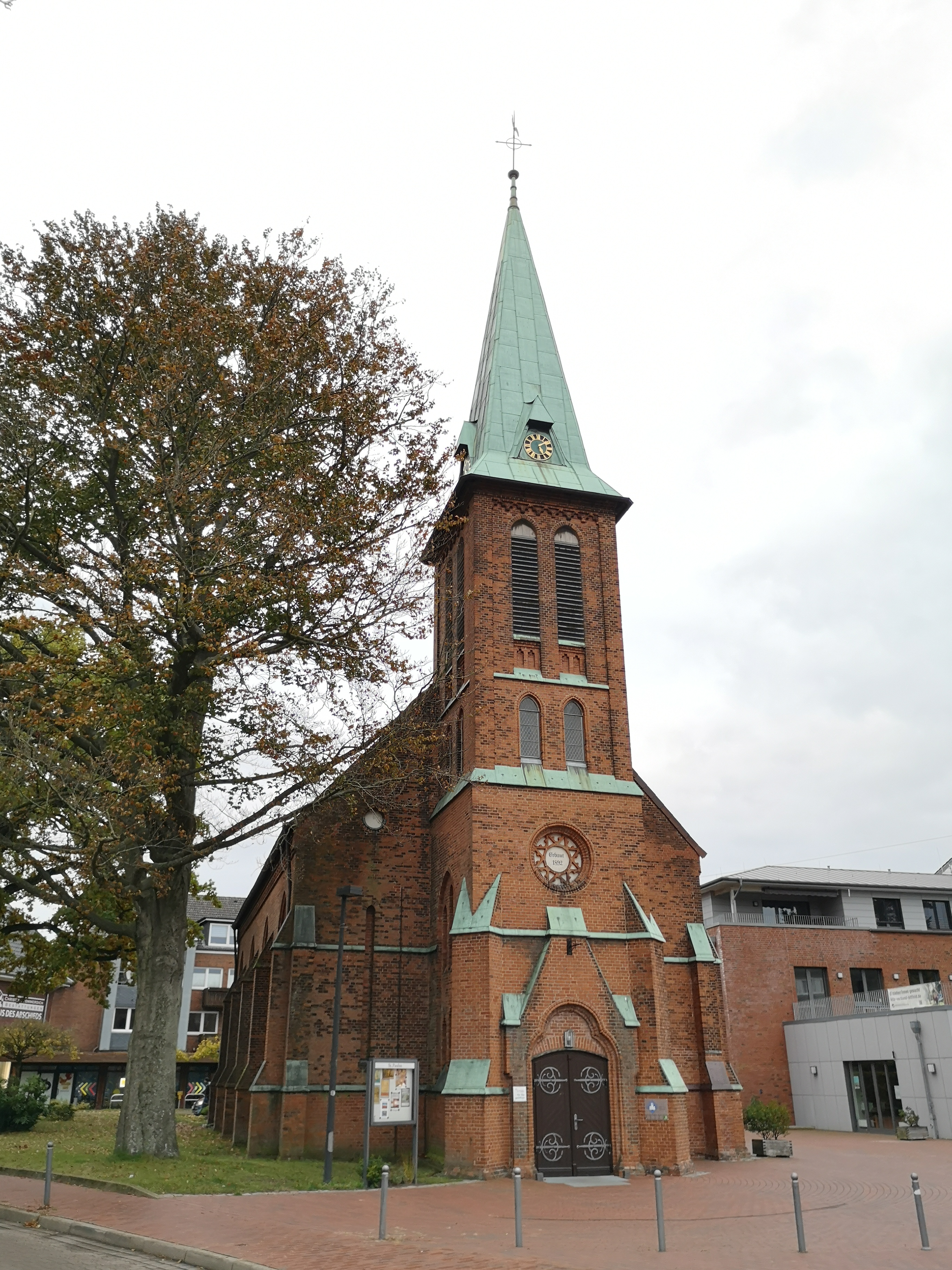
St.-Paulus-Kirche, Buchholz in der Nordheide

- Christuskirche
- Buchholz Galerie
- Brunsberg
- Büsenbachtal
- Buchholzer-Höfe
- Empore
- Funkturm
- Gut Holm
- Höllenschlucht
- Kabenhof
- Kinderkönig am Rathaus
- Kulturbahnhof Holm-Seppensen
- Movieplexx-Kino
- Museumsdorf Seppensen
- St.-Johannis-Kirche
- St.-Paulus-Kirche
- St.-Petrus-Kirche
- Schmetterlingspark Alaris
- Seppenser Mühlenteich
- Stadtbücherei
- Stadtteich
- Sniers Hus
- Wassermühle Holm
- Windmühle Dibbersen

## Wirtschaft und Infrastruktur

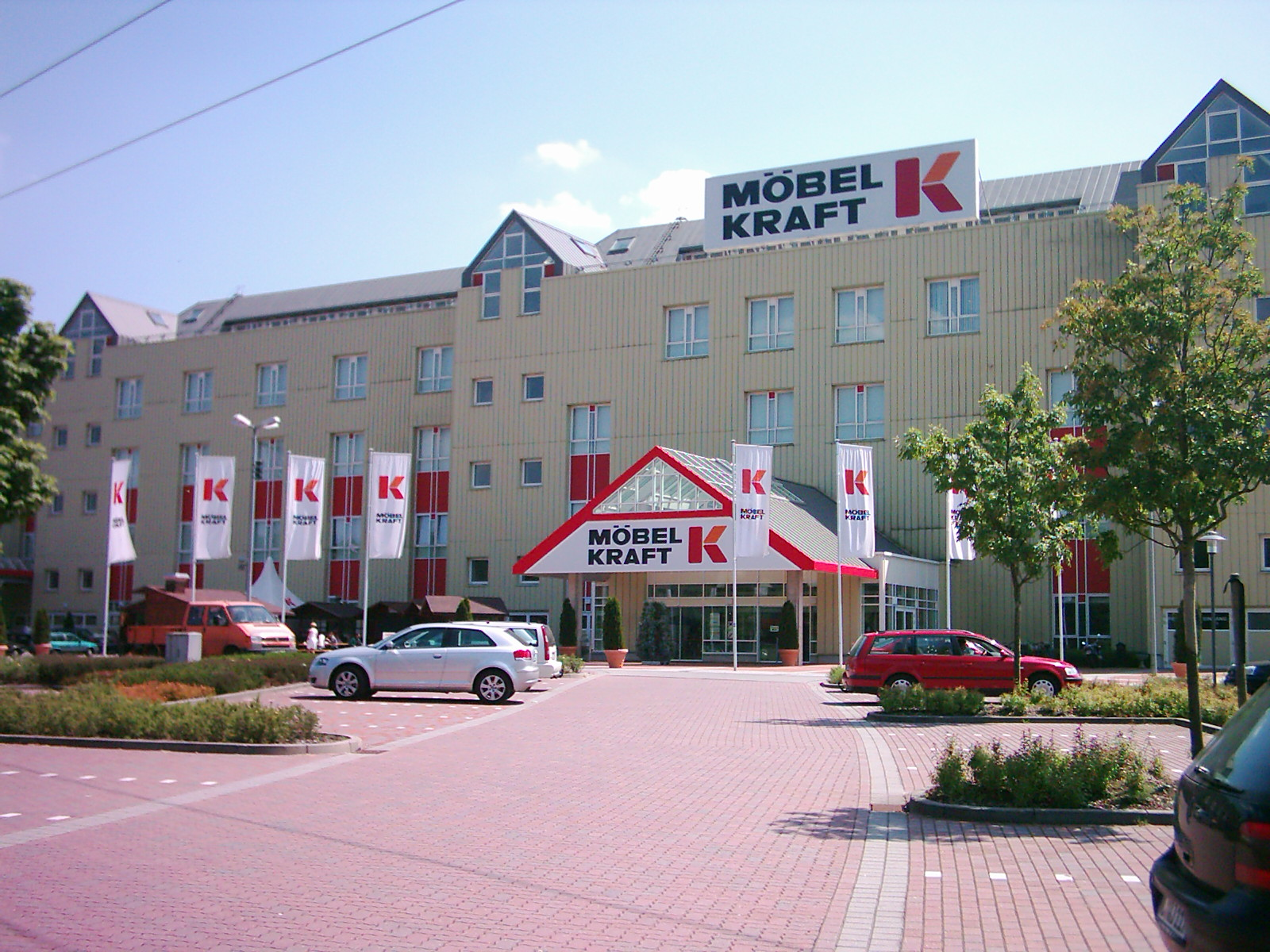
Das Unternehmen Möbel Kraft AG im Gewerbegebiet I

### Wirtschaft
Buchholz verfügt über vier Gewerbegebiete. Sämtliche Flächen dieser Gewerbegebiete befinden sich mittlerweile in Privatbesitz.
Die Innenstadt von Buchholz ist ein beliebter Ort für Einzelhandelsbetriebe. Viele Geschäfte sind in dem 2012 eröffneten Einkaufscenter „Buchholz Galerie“ zu finden. Dieses bietet auf 11.000 m² über 50 Geschäfte auf drei Verkaufsebenen. In dem zweiten, 1986 erbauten und 2019 modernisierten, Einkaufszentrum „Buchholzer Höfe“ (zuvor „City Center“) sind auf 7.200 m² auf 2 Verkaufsebenen weitere Läden ansässig. In der Innenstadt befinden sich außerdem Famila und Penny. Rund um den Marktplatz sind zudem viele kleine Privatunternehmen zu finden. Des Weiteren hat die Betz Holding, ein großes Produktions- und Vertriebsunternehmen von Handelsmarken-Artikeln im Lebensmittel- und Hygienebereich, in Buchholz ihren Sitz.

#### Gewerbegebiet I „Vaenser Heide“
Das Gewerbegebiet I „Vaenser Heide“ ist das älteste und größte Gebiet. Es ist vor allem durch Einzelhandelsbetriebe wie Möbel Kraft, Media Markt, Famila und Obi geprägt. Außerdem bekannt ist das seit 1981 bestehende Sportbekleidungsunternehmen killtec Sport- und Freizeit GmbH.

#### Das Gewerbegebiet II
Das Gewerbegebiet II befindet sich in direkter Nachbarschaft. Es wird durch Dienstleistungs-, Handwerks- und Großhandelsunternehmen bestimmt. Das Gewerbegebiet II ist 2014 in nördlicher Richtung (Dibbersen) um rund sechs Hektar erweitert worden.

#### Gewerbegebiet III „Trelder Berg“
Das Gewerbegebiet III „Trelder Berg“ ist das jüngste der vier. Seit Ende 2017 sind sämtliche Flächen belegt. Mit acht Autohäusern (BMW, Toyota, Opel, Ford, Mercedes, Renault, Dacia und Hyundai) etabliert sich hier die größte Automeile der Nordheide.

#### Gewerbegebiet „Meilsener Straße“
Das Gewerbegebiet „Meilsener Straße“ besteht seit dem Jahr 2000 und ist das kleinste Gebiet. Hier ansässig ist die Milford Tea GmbH & Co. KG, sowie ein Lager der Ostfriesischen Tee Gesellschaft (OTG).

#### Gewerbegebiet „Technologie- und Innovationspark (TIP)“
Der TIP Innovationspark Nordheide befindet sich im nördlichen Stadtgebiet der Stadt Buchholz und grenzt an das bestehende Gewerbegebiet Vaenser Heide II. Die Erschließung des 25 Hektar großen Areals wurde im Herbst 2021 abgeschlossen. Das im Bau befindliche Gewerbegebiet soll vor allem Platz für innovative mittelständische Firmen bieten.

#### Gewerbegebiet IV „Trelder Berg Nord“
Der vorhandene Gewerbestandort am „Trelder Berg“ wird seit 2024 in Richtung Norden erweitert. Die circa 13 Hektar große Fläche an der Bundesstraße 75 wurde bislang überwiegend als Gartenbaubetrieb genutzt.

### Tourismus
Die Stadt Buchholz bietet sich als guter Ausgangspunkt für Ausflüge in die Natur an, da die Stadt nicht nur Teil der Lüneburger Heide ist, sondern ebenfalls zum Regionalpark Rosengarten gehört. Es können schnell verschiedenen Attraktionen wie die Harburger Berge, die Lüneburger Heide, das Büsenbachtal, die Elbmarsch, das Alte Land oder die Hansestadt Hamburg erreicht werden. Weitere Ausflugsziele in unmittelbarer Umgebung ist der Wildpark Schwarze Berge, das Freilichtmuseum am Kiekeberg, der Wildpark Lüneburger Heide oder der Märchenwanderweg in Jesteburg.
Die Tourist-Information des Regionalparks Rosengarten in der Buchholzer Innenstadt bietet eine zentrale Anlaufstelle für Besucher und Gäste.

### Medien
Tageszeitungen mit lokaler Berichterstattung über Buchholz sind der in Winsen erscheinende Winsener Anzeiger (WA) und seit November 2024 die Landeszeitung Nordheide, die zum gleichen Verlag gehört. Das Hamburger Abendblatt berichtet in seiner Regionalbeilage Harburg Stadt & Land über das nördliche Niedersachsen. Als Anzeigenblatt erscheint seit 1972 das Nordheide Wochenblatt zweimal wöchentlich samstags und mittwochs. Die Mittwochausgabe wird im Juni 2025 eingestellt. Seit Oktober 2024 berichtet das Nachrichtenportal buchholz-aktuell.de über das lokale Geschehen. Das Portal gehört zu einem Verbund mit weiteren lokalen Nachrichtenseiten im Landkreis Harburg.
Die Harburger Anzeigen und Nachrichten (HAN) wurden 2013 eingestellt. Die letzte Ausgabe des 1844 gegründeten Traditionsblatts erschien am 30. September 2013.

### Verkehr

#### Straßenverkehr
Die gleichnamige Anschlussstelle in der Ortschaft Dibbersen verbindet Buchholz mit der A 1 Hamburg–Bremen. In unmittelbarer Nähe befindet sich auch das Buchholzer Dreieck, von dem aus die A 261 abzweigt und eine Eckverbindung zur A 7 Flensburg–Hamburg–Hannover darstellt. Außerdem liegt Buchholz an den Bundesstraßen 75 und 3. Die Bundesstraße 75 kreuzt am Trelder Berg die Bundesstraße 3 und führt seit Ende 2014 an Dibbersen vorbei (Dibbersener Umgehungsstraße). Von der Anschlussstelle A 1 Rade, welche zu der Gemeinde Neu Wulmstorf gehört, ist Buchholz auch über die Bundesstraße 3 zu erreichen.
Um den Verkehr zu entlasten, wurde 1973 das erste Mal ein Generalverkehrsplan definiert, welcher die „Entlastung der Innenstadt vom Durchgangsverkehr“ und die „Erschließung potentieller Stadtentwicklungsgebiete östlich der Bahn“ vorsah. In Buchholz bekannt geworden ist dieses Vorhaben unter dem Namen „Ostring“. Deshalb wurde Mitte der 1980er Jahre auch die Feuerwehr aus dem Zentrum der Stadt an den heutigen Standort an der Bendestorfer Straße verlegt. Seitdem wurden die Planungen für die Ortsumgehung immer wieder zugunsten des Mühlentunnels verworfen oder anderweitig gestoppt. Ein Ausbau des Postkutschentunnels aus dem Jahr 1870 wurde zwischenzeitlich mehrfach forciert, da dieser, neben der Canteleubrücke, eine der wichtigsten Eisenbahn-Querungen in Buchholz darstellt. Diese Planungen sind zuletzt an zu hohen Kosten für einen Neubau gescheitert, weshalb die Stadt 2021 für eine Neuaufnahme der Planungen für den Ostring gestimmt hat.

#### Schienenverkehr

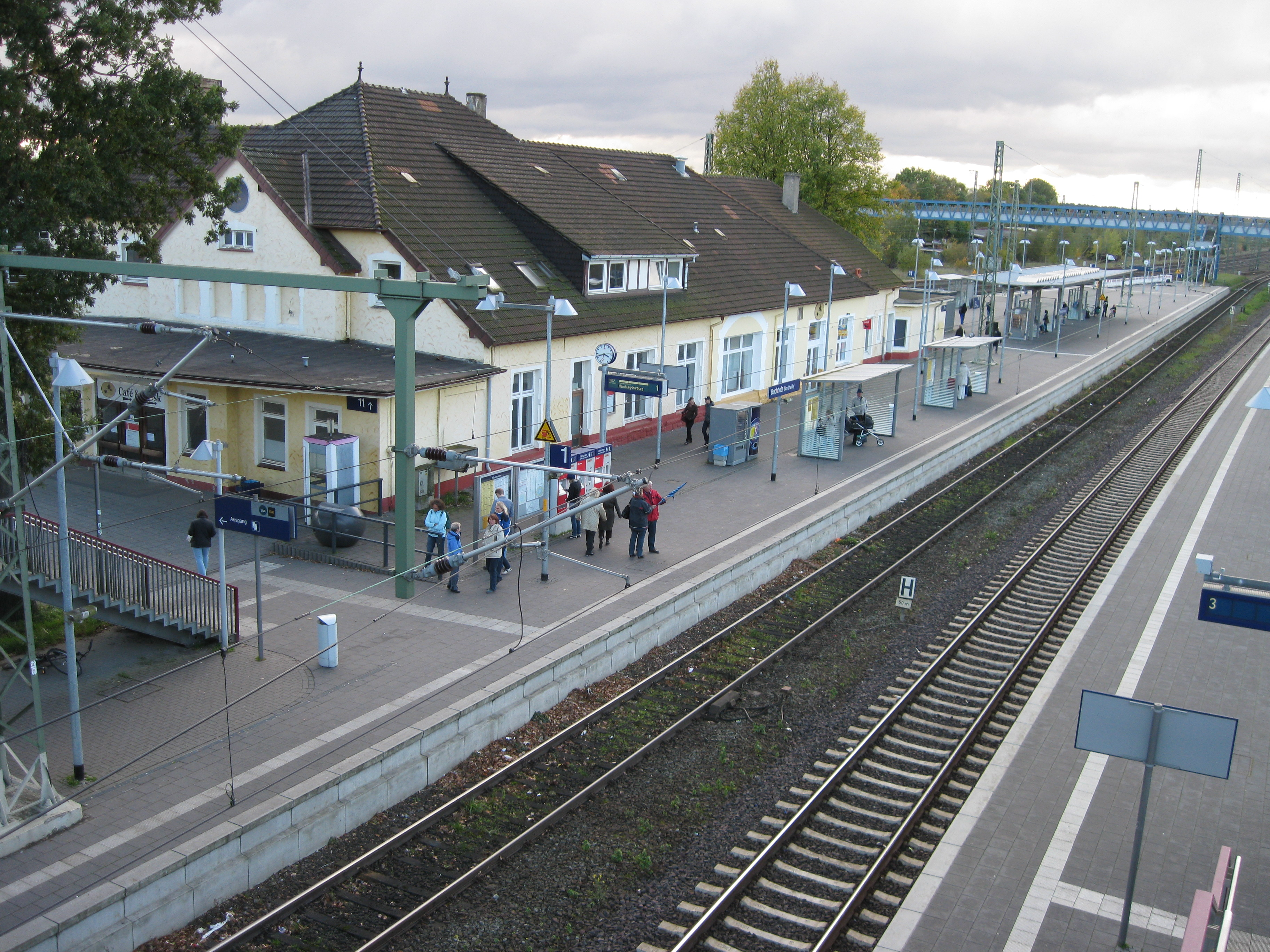
Bahnhof Buchholz (Nordheide)

Buchholz liegt an der auch als Rollbahn bezeichneten Hauptstrecke Hamburg–Bremen und ist sowohl Ausgangspunkt der Heidebahn nach Hannover als auch der Bahnstrecke Buchholz–Hamburg-Allermöhe, die von Buchholz zum Rangierbahnhof Maschen und weiter durch das Hamburger Stadtgebiet führt. Zwischen Buchholz und Jesteburg führt diese Strecke über die vormalige Trasse der zwischen Jesteburg und Lüneburg stillgelegten Bahnstrecke Wittenberge–Buchholz. Bis 1968 existierte darüber hinaus eine Strecke über Hollenstedt nach Bremervörde. Der Bahnhof Buchholz verfügte über umfangreiche Gleisanlagen einschließlich eines Vorbahnhofes mit Ablaufberg. Buchholz hatte früher auch ein bedeutendes Bahnbetriebswerk mit Drehscheibe und Ringlokschuppen.
Im Personenverkehr wird der Trennungsbahnhof Buchholz durch die Expresslinie Hamburg–Bremen (metronom) und die Regionalbahnlinien Hamburg–Bremen (metronom) und Buchholz–Soltau–Hannover (start) bedient. Die Regionalbahnen halten auch an den im Buchholzer Stadtgebiet liegenden Haltepunkten Sprötze (an der Strecke nach Bremen), Suerhop und Holm-Seppensen (beide Heidebahn). In allen Zügen gelten Fahrausweise des Hamburger Verkehrsverbundes (HVV).
Fast alle Züge der Heidebahn werden am Wochenende bis Hamburg-Harburg weitergeführt.
Im Güterverkehr wird Buchholz seit einigen Jahren nicht mehr bedient. Letzter Kunde war ein Schotterwerk südlich des Vorbahnhofes. Dessen ehemaliges Betriebsgelände ist saniert und renaturiert worden. Die Bahnhöfe Holm-Seppensen und Sprötze verloren ihre Eigenschaft als Güterbahnhof bereits in den 1980er Jahren und wurden zu Haltepunkten zurückgebaut. Außer für den Personennahverkehr (ca. 5000 Fahrgäste täglich) hat der Bahnhof eine große Bedeutung bei der Abwicklung von durchfahrenden Güter- und Fernverkehrszügen.
Am 4. Juni 1939 ereignete sich bei Buchholz ein Zusammenprall zweier Züge. 15 Menschen starben, 23 wurden darüber hinaus verletzt.

#### Busverkehr
Drei Buslinien vom Buchholz Bus erschließen werktags die Kernstadt sowie die Stadtteile Steinbeck und Holm-Seppensen und schneiden sich dabei an der zentral gelegenen Haltestelle „Treffpunkt“. Bei besonderen Veranstaltungen in der Stadt oder an den Adventsonntagen werden die Betriebszeiten angepasst.
Darüber hinaus verkehren Regionalbusse Richtung Hamburg-Harburg, Rosengarten, Hanstedt/Egestorf, Winsen und Hollenstedt, auch an Sonn- und Feiertagen. Diese Busse fahren vom Bahnhofsvorplatz oder vom ZOB und übernehmen mit der Anbindung von Dibbersen, Trelde und Reindorf auch innerstädtische Verkehrsaufgaben.
An Schultagen fahren zusätzlich zahlreiche Schulbusse sternförmig aus dem gesamten Landkreis nach Buchholz. Die Busse sind öffentlich und können von jedermann genutzt werden. Da Buchholz bedeutender Berufsschulstandort ist, ergeben sich Fahrtmöglichkeiten in fast alle Ortschaften des Landkreises Harburg. Zentrale Umsteigehaltestelle für den Schülerverkehr ist der ZOB.
In der Sommersaison verkehren im Gebiet des Naturparks drei Freizeitbuslinien, die so genannten Heide-Shuttles. Die Fahrten mit den Bussen sind kostenlos und durch einen Fahrradanhänger am Bus ist eine kostenlose Mitnahme von Fahrrädern möglich. Mit diesen Bussen gelangt man nach Niederhaverbeck indie Heidelandschaften der Lüneburger Heide. Die Busse fahren zwischen Juli und Oktober wochentags und auch an Sonn- und Feiertagen.
Genau wie im Bahnverkehr gilt für Busfahrten seit Ende 2004 der HVV-Tarif.

### Bildung
Buchholz verfügt über zahlreiche allgemeinbildende Schulen, u. a. zwei Gymnasien: das Albert-Einstein-Gymnasium im Schulzentrum I, welches seit 1966 existiert und das erste Gymnasium der Stadt sowie das zweite Gymnasium des Landkreises Harburg war, und das Gymnasium am Kattenberge im Schulzentrum II, welches 1974 eröffnet wurde.
Darüber hinaus gibt es in Buchholz eine Integrierte Gesamtschule im Schulzentrum I, eine Realschule und eine Berufsbildende Schule im Schulzentrum II, eine Oberschule in der Parkstraße, sowie insgesamt sechs Grundschulen. Dabei setzt sich die Grundschule Sprötze-Trelde aus zwei Standorten, einem Standort in Sprötze und einem in Trelde, zusammen.
Buchholz verfügt auch über zwei Förderschulen, eine mit dem Förderschwerpunkt „Lernen“ und eine mit dem Förderschwerpunkt „Geistige Entwicklung“.
Im Bereich der Kernstadt sind zahlreiche Weiterbildungszentren, wie zum Beispiel eine Kreisvolkshochschule (KVH) oder die Grone-Schule angesiedelt. Im Stadtteil Dibbersen ist außerdem die private Christliche Schule Nordheide (ehemals August-Hermann-Francke-Schule) ansässig.

### Rettungskräfte

#### Gesundheitswesen und Rettungsdienst
Das Krankenhaus Buchholz hat 304 Betten und bildet seit August 1999 zusammen mit dem Krankenhaus Winsen die Buchholz und Winsen gemeinnützige GmbH; alleiniger Träger ist der Landkreis Harburg. Auf dem Gelände des Krankenhauses ist die Rettungswache des Deutschen Roten Kreuzes gelegen. Zudem gibt es in Buchholz noch eine Rettungswache der Johanniter-Unfall-Hilfe und der DLRG.

#### Feuerwehr
Buchholz verfügt auch über eine Freiwillige Feuerwehr, die mit ihren örtlichen Feuerwehren in Buchholz, Dibbersen, Holm, Sprötze und Trelde für den abwehrenden Brandschutz und die allgemeine Hilfe sorgt. Die Hauptwache in Buchholz verfügt auch über eine im Landkreis einmalige Tauchergruppe, birgt zudem eine Drehleiter, einen Rüstwagen und den Fachzug Verpflegung, wodurch die Wache auch zu überörtlichen Einsätzen alarmiert wird. In Buchholz findet auch die Ausbildung statt. Die Feuerwehr Dibbersen ist mit einem Fahrzeug Mitglied des Fachzug Wassertransports des Landkreises. Darüber hinaus ist die Ortswehr auch für Teile der Autobahn zuständig. Die Feuerwehren Sprötze und Trelde bilden mit Buchholz zusammen den Fachzug Umweltschutz/Gefahrgut, wobei Sprötze auch für die Sicherung von Bahnanlagen zuständig ist. Die Feuerwehr Holm ist mit keinen Sonderaufgaben beauftragt.

#### Polizei
Seit 2009 befindet sich der Sitz der Polizeiinspektion Harburg in Buchholz. Hier werden polizeiliche Einsätze für den Bereich Buchholz und zugehörige Gemeinden abgewickelt. Der Wache kommt neben der örtlichen Einsatzabwicklung auch eine Koordinierungsfunktion für überregionale Einsätze zu.

## Persönlichkeiten

### Söhne und Töchter der Stadt
- Diedrich Hinrichs (1921–2007), Politiker, MdL Niedersachsens
- Jürgen Hinrichs (1934–2023), Politiker, MdL Nordrhein-Westfalens
- Martin Lühker (1955–2014), bildender Künstler[79]
- Martin Mulsow (* 1959), Philosoph
- Jan Saffe (* 1960), Politiker (Bündnis 90/Die Grünen)
- Matthias Wolfes (1961–2023), evang.-luth. Theologe und Kirchenhistoriker
- Karin Buchholz (* 1963), Autorin und Kolumnistin
- Sven Böttcher (* 1964), Schriftsteller, Übersetzer und Drehbuchautor
- Michael Soltau (* 1967), Filmkomponist und Musikproduzent
- Kathrin Wagner-Bockey (* 1968), Politikerin (SPD)
- Jens-Martin Kruse (* 1969), lutherischer Geistlicher
- Konrad Hirschler (* 1971), Islamwissenschaftler
- Bettina Walter (* 1971), Filmproduzentin und Dozentin
- Dennis Ehrhardt (* 1974), Schriftsteller, Hörspielregisseur und -produzent
- Sandra Corzilius (* 1975), Schauspielerin
- Melanie Bernstein (* 1976), Politikerin (CDU)
- Peter und Michael Spierig (* 1976), Filmregisseure
- Annika Martens (* 1977), Schauspielerin
- Julia Seeliger (* 1979), Journalistin
- Daniel Estrin (* 1981), Sänger der Band Voyager
- Arne Stephan (* 1982), Schauspieler
- Nadja Weippert (* 1982), Politikerin (Bündnis 90/Die Grünen)
- Karl-Christian König (* 1983), Radrennfahrer
- Alex Meier (* 1983), Fußballspieler und Trainer
- Nils Schwarzenberg (* 1985), Sänger und Schauspieler
- Alicia Melina Kummer (* 1988), Boxweltmeisterin und Sängerin
- Alexander Granzow (* 1990), Schauspieler
- Nikias Arndt (* 1991), Radrennfahrer
- Hazel Franke (* 1991), Schauspielerin
- Yannik Meyer (* 1991), Schauspieler
- Kay Jäger (* 1992), Politiker (Die Linke)
- Felix J. Mohr (* 1996), Dramatiker, Dramaturg und Theaterregisseur
- Emma Stach (* 1996), Basketballspielerin
- Anton Stach (* 1998), Fußballspieler

### Weitere Persönlichkeiten, die in Buchholz lebten
- Erich Pohl (1917–2002), Internist, Ärztefunktionär und Politiker (CDU)
- Herbert Helmrich (1934–2017), CDU-Politiker
- Ursula Hinrichs (* 1935), Schauspielerin
- Manfred Hermanns (* 1936), Sozialwissenschaftler
- Dieter Kottysch (1943–2017), Boxer (Olympiasieger 1972)
- Wilhelm Leber (* 1947), bis 2013 Stammapostel der Neuapostolischen Kirche
- Christel Wegner (1947–2023), DKP-Landtagsabgeordnete
- Nicole Bracht-Bendt (* 1959), FDP-Politikerin
- Matthias Stach (* 1962), Sportjournalist
- Norbert Neuß (* 1966), Erziehungswissenschaftler
- Sascha Thielert (* 1980), Fußballschiedsrichter
- Tim Bergmann (* 1989), Influencer
- Hengameh Yaghoobifarah (* 1991), Journalistin und Schriftstellerin[80]
- Charlotte Densch (* 2002), Aerobicturnerin
- Nevio Wendt (* 2006), Schauspieler

### Ehrenbürger
- Kurt Jung, 1947–1968 im Gemeinderat (Verleihung der Ehrenbürgerschaft 1968)
- Hermann Gerdau, langjähriges Ratsmitglied (1972)
- Ludwig Kröger, ehemaliger Bürgermeister (1976)
- Adolf Matthies, ehemaliger Bürgermeister (1976)
- Walter Kludas, Heimatforscher (1980)
- Margareta Braasch, 20-jährige Tätigkeit zum Wohle von Buchholz (1987)
- Richard Heuer, Bürgermeister und Ortsbürgermeister von Holm-Seppensen seit 1945 (1987)
- Werner Böhring, langjähriger Bürgermeister und Ortsbürgermeister von Sprötze und Schiedsmann der Stadt Buchholz (1997)
- Dieter Hoppe, 30-jährige ehrenamtliche Arbeit (2002)
- Hans Heinrich Schmidt, ehemaliger Bürgermeister, langjähriges ehrenamtliches Engagement (2002)
- Ute Schui-Eberhart, langjähriges ehrenamtliches Engagement in der Flüchtlingshilfe (2015)
- Arno Reglitzky, langjähriges Engagement in der Politik und dem Sport (2022)[81]
- Joachim Schleif, langjähriges politisches und gesellschaftliches Engagement (2025)[82]

Dem damaligen Staatsrat und NSDAP-Gauleiter Otto Telschow wurde am 23. Januar 1941 anlässlich seines 65. Geburtstages auf Vorschlag des Bürgermeisters durch den Gemeinderat das Ehrenbürgerrecht der Gemeinde Buchholz verliehen. Diese Würde wurde ihm auf der Sitzung des Buchholzer Stadtrates vom 3. Juni 2008 einstimmig aberkannt.